# Hennie le Roux
Hendrik Pieter Le Roux (Grahamstown, 10 de julio de 1967) es un ex–jugador sudafricano de rugby que se desempeñaba como centro.

## Selección nacional
Fue convocado a los Springboks por primera vez en junio de 1993 para enfrentar a Les Bleus y disputó su último partido en diciembre de 1996 contra los Dragones rojos. En total jugó 27 partidos y marcó 34 puntos.

### Participaciones en Copas del Mundo
Participó de la Copa Mundial de Sudáfrica 1995 donde se consagró campeón del Mundo. Le Roux fue titular en su equipo formando la pareja de centros junto a Japie Mulder, jugó en todos los partidos y no pudo marcar puntos.
| Mundial                       | Sede      | Resultado | PJ | Tries |
| ----------------------------- | --------- | --------- | -- | ----- |
| Copa Mundial de Rugby de 1995 | Sudáfrica | Campeón   | 6  | 0     |

## Palmarés
- Campeón de la Currie Cup de 1993, 1994 y 1999.
- Campeón de la Vodacom Cup de 1999.